# Apoštolský vikariát Tripolis
Apoštolský vikariát Tripolis je vikariát římskokatolické církve nacházející se v Libyi.

## Území
Vikariát zahrnuje město Tripolis.
Rozděluje se do 2 farností. K roku 2017 měl 15 160 věřících, 1 řeholního kněze, 2 řeholníky a 8 řeholnic.

## Historie
Roku 1643 byl papežem Urbanem VIII. založen apoštolský vikariát Tripolis. Roku 1894 byl přejmenován na vikariát v Libyi.
Dne 3. února 1927 byl přejmenován na Tripolitana a z části jeho území byl vytvořen nový vikariát Kyrenaika.
O dvanáct let 22. června 1939 později byl znovu přejmenován a to na původní název Tripolis a z další části území byla vytvořena apoštolská prefektura Misuráta.

## Seznam apoštolských vikářů
- Pascal Canto, O.F.M. (1643 – ?)
- Pietro Tognoletto z Palerma, O.F.M. (? – ?)
- Girolamo z Castelvetrano, O.F.M. (1675 – ?)
- Maurizio z Luccy, O.F.M. (1691 – 1698)
- Giovanni Francesco z Varese, O.F.M. (1698 – 1700)
- Nicolò z Chia, O.F.M. (1700 – 1707)
- Francesco Maria ze Sarzana, O.F.M. (1707 – 1713)
- Pietro z Castelfranca, O.F.M. (1713 – 1719)
- Gian Andrea z Vignola, O.F.M. (1719 – ?)

…
- Bernardino z Luccy, O.F.M. (1946 – 1748)

…
- Benvenuto z Rose, O.F.M. (? – 1783)
- Clemente z Montalbolda, O.F.M. (1783 – 1788)
- Candido z Janova, O.F.M. (? – ?)
- Gaudenzio z Trenta, O.F.M. (1790 – 1795)

…
- Pacifico z Monte Cassiano, O.F.M. (? – ?)
- Benedetto ze San Donata, O.F.M. (1824)
- Filippo z Coltibuona, O.F.M. (1832)
- Ludovico z Modeny, O.F.M. (? – 1843)
- Venanzio ze San Venanzia, O.F.M. (1843 – ?)
- Angelo Maria ze Sant'Agata, O.F.M. (1869)
- Carlo z Borgo Giovi, O.F.M. (1899)
- Giuseppe Bevilacqua z Barrafranca, O.F.M. (1904)
- Bonaventura Rossetti, O.F.M. (1907 – ?)
- Ludovico Antomelli, O.F.M. (1913 – 1919)
- Giacinto Tonizza, O.F.M. (1919 – 1935)
- Camillo Vittorino Facchinetti, O.F.M. (1936 – 1950)
- Vitale Bonifacio Bertoli, O.F.M. (1951 – 1967)
- Guido Attilio Previtali, O.F.M. (1969 – 1985)
- Giovanni Innocenzo Martinelli, O.F.M. (1985 - 2017)
- George Bugeja, O.F.M. (od 2017)